# MRPL3
MRPL3 (англ. Mitochondrial ribosomal protein L3) – білок, який кодується однойменним геном, розташованим у людей на короткому плечі 3-ї хромосоми.  Довжина поліпептидного ланцюга білка становить 348 амінокислот, а молекулярна маса — 38 633.
| 10         |  | 20         |  | 30         |  | 40         |  | 50         |
| ---------- |  | ---------- |  | ---------- |  | ---------- |  | ---------- |
| MPGWRLLTQV |  | GAQVLGRLGD |  | GLGAALGPGN |  | RTHIWLFVRG |  | LHGKSGTWWD |
| EHLSEENVPF |  | IKQLVSDEDK |  | AQLASKLCPL |  | KDEPWPIHPW |  | EPGSFRVGLI |
| ALKLGMMPLW |  | TKDGQKHVVT |  | LLQVQDCHVL |  | KYTSKENCNG |  | KMATLSVGGK |
| TVSRFRKATS |  | ILEFYRELGL |  | PPKQTVKIFN |  | ITDNAAIKPG |  | TPLYAAHFRP |
| GQYVDVTAKT |  | IGKGFQGVMK |  | RWGFKGQPAT |  | HGQTKTHRRP |  | GAVATGDIGR |
| VWPGTKMPGK |  | MGNIYRTEYG |  | LKVWRINTKH |  | NIIYVNGSVP |  | GHKNCLVKVK |
| DSKLPAYKDL |  | GKNLPFPTYF |  | PDGDEEELPE |  | DLYDENVCQP |  | GAPSITFA   |

A: Аланін

C: Цистеїн

D: Аспарагінова кислота

E: Глутамінова кислота

F: Фенілаланін

G: Гліцин

H: Гістидин

I: Ізолейцин

K: Лізин

L: Лейцин

M: Метіонін

N: Аспарагін

P: Пролін

Q: Глутамін

R: Аргінін

S: Серин

T: Треонін

V: Валін

W: Триптофан

Кодований геном білок за функціями належить до рибонуклеопротеїнів, рибосомних білків. 
Задіяний у такому біологічному процесі як поліморфізм. 
Локалізований у мітохондрії.